# Planetella maxima
Planetella maxima är en tvåvingeart som först beskrevs av Ephraim Porter Felt 1921.  Planetella maxima ingår i släktet Planetella och familjen gallmyggor.
Artens utbredningsområde är New York. Inga underarter finns listade i Catalogue of Life.